# Abdula Magomédov
Abdula Magomédov –en ruso, Абдулла Магомедов– es un deportista soviético que compitió en lucha libre. Ganó dos medallas en el Campeonato Europeo de Lucha, oro en 1986 y bronce en 1990.

## Palmarés internacional
| Campeonato Europeo | Campeonato Europeo | Campeonato Europeo | Campeonato Europeo |
| Año                | Lugar              | Medalla            | Categoría          |
| ------------------ | ------------------ | ------------------ | ------------------ |
| 1986               | El Pireo (Grecia)  | Medalla de oro     | 68 kg              |
| 1990               | Poznań (Polonia)   | Medalla de bronce  | 68 kg              |